# Luís José Martins
Pour les articles homonymes, voir Martins et Luís Martins.
Luís José Martins (Lisbonne, 5 mars 1978) est un musicien portugais. 
Il est le guitariste du groupe Deolinda. 
Il a étudié au conservatoire de Lisbonne, En France et a Castelo Branco, où il est diplômé en musique.  Il a enseigné la discipline de la guitare classique dans différents conservatoires du Portugal.
En tant que musicien, il a été membre fondateur des groupes "Bicho de 7 Cabeças", PowerTrio et Deolinda.

## Projets
- Bicho de 7 Cabeças (2004-2006)
- Powertrio (2008-)
- Deolinda (2006-)